# 朝阳地区革命委员会
朝阳地区革命委员会是文化大革命时期朝阳地区最高国家权力机关。

## 历史
1968年5月9日，朝阳专区革命委员会成立，1970年7月25日，朝阳专区改称朝阳地区，7月26日起，朝阳专区革命委员会改称朝阳地区革命委员会，下设办事组、政治工作组、人民保卫组、计划组、农业组、工交组、财贸组。8月，经辽宁省革命委员会党的核心领导小组批准，成立中共朝阳地区革命委员会核心领导小组，11月，召开中共朝阳地区第三次代表大会，选举产生中国共产党朝阳地区委员会。1972年9月，地革委会设立档案馆。1974年改称为地区革命委员会办事组档案处。1972年12月恢复朝阳地区中级人民法院。
1978年7月28日，辽宁省革命委员会决定，朝阳地区革命委员会改为朝阳地区行政公署，与中共朝阳地委党政分开。1984年6月，国务院批准恢复朝阳市，9月，朝阳市人民政府成立。

## 领导
- 主任：贺晓成（1968年5月-1969年8月）、王吉道（1969年8月-1976年10月）
- 副主任：郝达（1968年5月-1976年10月）、董福元（1968年5月-1973年11月）等